# Spherillo dorsalis
Spherillo dorsalis is een pissebed uit de familie Armadillidae. De wetenschappelijke naam van de soort is voor het eerst geldig gepubliceerd in 1943 door Iwamoto.